# ГЕС Росоне
ГЕС Росоне  (італ. Centrale idroelettrica di Rosone) — гідроелектростанція на північному заході Італії, в долині Валле-д'Орко біля кордону з Францією. Розташована між ГЕС Вілла та ГЕС Бардонетто, входить до складу каскаду на річці Орко, яка дренує центральну та східну частину Грайських Альп і впадає зліва в По (басейн Адріатичного моря).
Подача ресурсу на станцію Росоне організована одразу з кількох напрямків:
- На західному напрямку, вище за течією Орко, розташована гравітаційна гребля Черезоле висотою 52 метри та довжиною 302 метри, яка утримує водосховище об'ємом 34 млн м3. При подачі води звідси створюється напір у 813 метрів. Саме з цієї греблі, спорудженої у 1925—1929 роках, почався розвиток комплексу Росоне[1].
- На північний захід від машинного залу, у верхів'ї П'янтонетто (ліва притока Орко), в 1955 році звели бетонну арково-гравітаційну греблю Телессіо висотою 80 метрів та довжиною 515 метрів[2], яка утримує 23 млн м3 води. При роботі на ресурсі з цього напрямку напір досягає 1217 метрів. Також можна відзначити, що через ГЕС-ГАЕС Telessio зазначене сховище сполучене зі ще однією водоймою — Вальсоера.
- На північний схід від машинного залу, у верхів'ї Еуджо (інша ліва притока Орко), споруджене водосховище об'ємом 5 млн м3, рівень поверхні якого лише трохи поступається показнику водосховища Телессіо — 1900 та 1917 метрів НРМ відповідно.
- Північніше від машинного залу, між ним та водосховищем Телессіо, у 1990-х облаштували водозабір із П'янтонетто в районі Сан-Лоренцо, який забезпечує подачу ресурсу з напором 254 метри.

До машинного залу, спорудженого біля впадіння П'янтонетто в Орко, сходяться три дериваційні тунелі:
- Споруда від Черезоле, яка прямує через гірський масив на вододілі Орко та П'янтонетто і на своєму шляху приймає додатковий ресурс з кількох лівих приток Орко.
- Тунель від Телессіо, який прокладений з другого боку від Piantonetto, через вододіл між нею та Еуджо. Ця споруда отримує додатковий ресурс з кількох лівих приток П'янтонетто, а також із водосховища Еуджо.
- Коротка дериваційна споруда від водозабору Сан-Лоренцо.

На воді з Черезоле працюють дві турбіни потужністю по 49,3 МВт, які виробляють приблизно 250 млн кВт·год електроенергії на рік. Для напрямку Телессіо — Еуджо використали дві турбіни потужністю по 41,2 МВт, котрі видають 200 млн кВт·год. Нарешті, на водозаборі Сан-Лоренцо працює одна турбіна потужністю 4,3 МВт, що виробляє 8 млн кВт·год електроенергії. В усіх випадках використовують ковшеві турбіни типу Пелтон.
Видача продукції відбувається по ЛЕП, що працюють під напругою 132 та 220 кВ.